# Leptura semicornis
Leptura semicornis är en skalbaggsart som beskrevs av Holzschuh 2003. Leptura semicornis ingår i släktet Leptura och familjen långhorningar. Inga underarter finns listade i Catalogue of Life.